# Харитонов, Николай Сергеевич (тренер)
Николай Сергеевич Харитонов (1934 ― февраль 2010) — советский и российский тренер по лыжным гонкам. Заслуженный тренер СССР, Почётный гражданин города Северска.

## Биография
Николай Сергеевич Харитонов родился в 1934 году. С 1971 по 1991 год работал в качестве тренера в ДЮСШ «Юность» города Северска. За свой двадцатилетний период работы в спортивной школе Николай Сергеевич подготовил двадцать пять кандидатов в мастера спорта, а также таких известных спортсменок, как Любовь Егорова (шестикратная олимпийская чемпионка в лыжных гонках, Герой Российской Федерации), Эльвира Ибрагимова (бронзовый призёр Спартакиады народов России) и Жанна Веселова (чемпионка России по лыжным гонкам).
Обладал следующими почётными званиями: «Заслуженный тренер РСФСР» (1986), «Заслуженный тренер СССР» (1991), «Ветеран спорта Российской Федерации», «Отличник физической культуры и спорта», «Отличник народного просвещения», «Заслуженный работник физической культуры Российской Федерации» (2004), а также был награждён орденом «Знак Почета» (1986), почётным знаком «За заслуги в развитии олимпийского движения в России» (2004). Являлся членом судейской коллегии Северска по лыжным гонкам, имел статус судьи республиканской категории по лыжным гонкам.
С 2006 года работал на Сибирском химическом комбинате.
21 мая 2009 года решением Думы города Северск Николаю Сергеевичу было присвоено звание Почётного гражданина.
Скончался в феврале 2010 года.